# Vaubexy
Vaubexy è un comune francese di 128 abitanti situato nel dipartimento dei Vosgi nella regione del Grand Est.

## Società

### Evoluzione demografica
Abitanti censiti